# 경서중학교 (서울)
경서중학교(京西中學校)는 대한민국 서울특별시 강서구 가양동에 있는 공립 중학교이다.

## 학교 연혁
- 1910년 4월 : 어의동 공업전수학교 설립인가
- 1936년 3월 : 경성공업직업학교로 교명 개칭
- 1944년 3월 : 경성공립중학교로 교명 개칭
- 1946년 9월 : 경기공업중학교로 교명 개칭
- 1950년 9월 : 경서중학교 및 경기공업 고등학교로 분리
- 1954년 11월 : 초대 이인관 교장 취임
- 1968년 10월 : 마포구 공덕동 105번지 소재 신축교사로 이전
- 1992년 3월 : 학교이전으로 인한 폐교
- 1993년 3월 : 강서구 가양동 1483 신축교사로 이전 개교
- 2022년 12월 : 제71회 졸업식(64명 졸업, 총 졸업생수 27,835명)
- 2025년 3월 : 제29대 김선호 교장 취임
- 2027년 3월 : 재학생수 감소로 폐교 예정

## 참고 자료
- 경서중학교 - 한국교육학술정보원 학교알리미

## 사건 사고
- 모산 수학여행 참사
- 이윤상 유괴 살인 사건